# Topilo
Topilo je snov, v kateri se pri tvorbi raztopi topljenec. Topilo je običajno tekoče (voda, eter, benzen). Topila v grobem lahko razdelimo na polarna in nepolarna topila. Največkrat uporabljeno merilo za polarnost je dielektrična konstanta. Najbolj uporabljeno topilo je voda z dielektrično konstanto 78,5. Etanol, z dielektrično konstantno 24,3, ima srednjo polarnost. Primer nepolarnega topila je heksan z veličino konstantne 1,9. Polarne ali ionske snovi se bodo načeloma raztopile samo v polarnih topilih.